# Podgórzyn (przystanek kolejowy)
Podgórzyn – nieczynny wąskotorowy przystanek kolejowy w Podgórzynie, w województwie kujawsko-pomorskim.